# Paróquia Nossa Senhora Auxiliadora (São Carlos)
A Paróquia Nossa Senhora Auxiliadora (São Carlos) ou Igreja do Educandário foi fundada em 28 de agosto de 1947 e está localizada no bairro Vila Nery, no município de São Carlos.

## História
A Paróquia Nossa Senhora Auxiliadora, foi criada em 5 de fevereiro de 1978. Foi desmembrada da Catedral e a padroeira escolhida foi Nossa Senhora Auxiliadora.